# 1-ша армія (Військо Польське)
1-а армія (Військо Польське) (пол. "1 Armia Wojska Polskiego") — польське військове об'єднання, створене в СРСР в 1944 під час Другої світової війни.

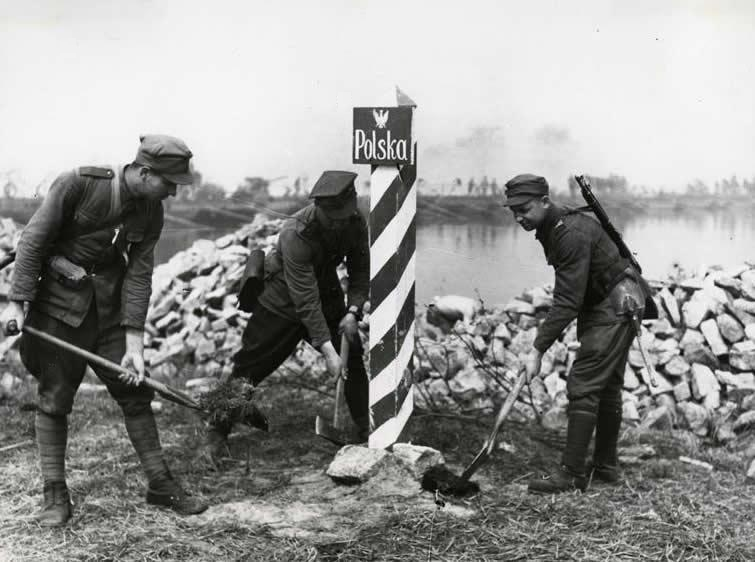
Забивання прикордонних стовпів нового кордону біля Одеру солдатами 1-ї польської армії в 1945 р.

У травні 1943 ліві сили польської еміграції, об'єднані в Союз польських патріотів у СРСР, за підтримки й допомоги радянської влади почали формувати в Селецьких таборах військовополонених біля Рязані 1-шу піхотну дивізію імені Т. Косцюшка. Командиром став полковник Зигмунт Берлінг. 10 серпня 1943 уряд СРСР дав згоду на входження дивізії у 1-й корпус польських збройних сил. Бойове хрещення дивізії ім. Т. Косцюшка відбулося в боях із гітлерівськими військами 12—13 жовтня 1943 біля села Леніно Могильовської області в Білорусі. На початку 1944 корпус переміщено в Україну до міста Сум.
На базі корпусу 18 березня 1944 почалося формування 1-ї Польської армії під командуванням генерала З. Берлінга, невдовзі передислокованої на Волинь — у район Житомира—Ровно (нині Рівне)—Ківерців. У квітні 1944 польські зенітники відзначилися, відбиваючи нальоти німецької авіації на Київ. На момент форсування Західного Бугу і виходу з території УРСР 20 липня 1944 1-ша Польська армія нараховувала 104 тисячі офіцерів і солдатів.